# Pleurs
Pleurs is een gemeente in het Franse departement Marne (regio Grand Est) en telt 714 inwoners (1999). De plaats maakt deel uit van het arrondissement Épernay.

## Geografie
De oppervlakte van Pleurs bedraagt 16,6 km², de bevolkingsdichtheid is 43,0 inwoners per km².
De onderstaande kaart toont de ligging van Pleurs met de belangrijkste infrastructuur en aangrenzende gemeenten.

## Demografie
Onderstaande figuur toont het verloop van het inwonertal (bron: INSEE-tellingen).